# Maladie de Forestier
 Mise en garde médicale
La maladie de Forestier ou maladie de Forestier et Rotés-Querol est une hyperostose vertébrale exubérante en « flamme de bougie » des faces antéro-latérale des corps vertébraux qui entraîne des raideurs du dos ou du cou et parfois une dysphagie. Initialement décrite par lui, cette maladie prit le nom du médecin français Jacques Forestier, parfois associé à celui de Jaume Rotés Querol, rhumatologue né en Catalogne.
La maladie de Forestier ou hyperostose vertébrale engainante, en anglais : Diffuse Idiopathic Skeletal Hyperostosis (DISH), est une maladie dont la fréquence a été longtemps sous-estimée.
Elle se traduit par des ponts osseux, initialement entre les vertèbres dorsales, s'étendant progressivement aux vertèbres lombaires et aux vertèbres cervicales. Elle touche parfois les articulations des hanches et peut provoquer un rétrécissement du canal rachidien qui comprime les racines des nerfs sciatiques. La plupart du temps elle est bien tolérée et n'entraîne qu'une limitation peu douloureuse des articulations et de la mobilité de la colonne vertébrale.

## Historique
L'hyperostose vertébrale a été décrite dans les années 1950 par Jacques Forestier. Tout a commencé alors qu’il colligeait avec Jaume Rotés-Querol, professeur de rhumatologie à l’université de Barcelone, et François Jacqueline, chef du service de rhumatologie de l’hôpital d’Aix-les-Bains, des observations de spondylarthrite ankylosante (SPA) pour la rédaction d’un livre. Il avait déjà beaucoup étudié cette maladie. Les auteurs ont isolé 9 observations et 2 dossiers radiologiques qui se distinguaient nettement du groupe de SPA.
Dans un des articles publiés ultérieurement, Jacques Forestier dit qu’il s’est souvenu, à ce moment-là, de deux rachis présentant une ankylose vertébrale qu’il avait disséqués dans les années 1940. Leur aspect radiologique était différent de celui rencontré dans la SPA. Celle-ci était considérée à l’époque comme la seule maladie susceptible de provoquer une ankylose rachidienne.
Il s’agissait toujours de patients âgés. Ils présentaient une raideur qui concernait toujours le rachis dorsal, souvent le rachis lombaire et dans trois cas l’étage cervical. La limitation des amplitudes rachidiennes contrastait avec la bonne tolérance fonctionnelle. Elle était le plus souvent latente et s’était établie progressivement. Il n’y avait pas de trouble statique vertébral important. Les auteurs n’avaient pas constaté, lors de cette première publication, d’atteinte des articulations périphériques à l’exception de deux cas d’atteinte des genoux qui correspondaient à une arthrose.
Aucun patient ne présentait de signes généraux ni d’anomalies biologiques.
C’est surtout la particularité de l’aspect radiologique qui permettait de distinguer ces patients. La « coulée » osseuse antérieure, continue à l’étage dorsal, devenait discontinue sur les rachis lombaire et cervical sans altération de la hauteur du disque. Il n’y avait pas, contrairement à ce qu’on rencontre dans la SPA, d’arthrite sacro-iliaque.
L’examen anatomopathologique de deux rachis montrait une structure osseuse de type cortical. Une des colonnes autopsiées lors des premières publications sur l’HVA est, paraît-il, visible au Musée de l'Homme, à Paris, mais nous ne savons pas si elle est l’une des deux décrites dans l’article princeps.
La description anatomo-clinique était assortie d’une recherche bibliographique. Celle-ci avait permis de retrouver des descriptions de cas qui semblaient d’authentiques HVA. Les appellations étaient multiples : « cyphose hérédo-traumatique de Betcherew », « hyperostose moniliforme du flanc droit de la colonne dorsale », « mélorhéostose vertébrale ». Un auteur en faisait une forme de SPA.
Des ouvrages de radiologie osseuse ou de rhumatologie, dont certains ont été publiés plus de vingt ans plus tard, ne citent pas les termes d’hyperostose ou de maladie de Forestier et Rotés-Querol dans leur index,,,. D’autres n’y ont vu, pendant longtemps, qu’une forme particulière d’arthrose,. Un autre enfin l’a classée dans les ossifications péridiscales du vieillard et la considèrent comme une maladie rare. Cet auteur parle, dans le même chapitre, de la grande fréquence des ossifications de la partie antérieure des disques dorsaux dans les « cyphoses séniles ».
On voit encore de nos jours des comptes-rendus de radiologie qui parlent d’arthrose devant des coulées osseuses pré-vertébrales, sans atteinte discale et asymptomatiques sur le plan clinique. La maladie a connu un regain d’intérêt sur le plan international après qu’elle a été rebaptisée DISH (diffuse idiopathic skeletal hyperostosis) par les Anglo-saxons. En France, Arlet a montré qu’à côté des formes asymptomatiques, la maladie de Forestier et Rotés-Querol pouvait avoir un retentissement clinique sévère.